# Свободно време
Свободно време е време, което би могло да бъде прекарано извън бизнес, трудови отношения, търсене на работа (включително при безработица), домакински задачи (като такива, свързани с  необходимите действия за ядене и спане), както и образование и задължителни тренировки. Разграничението между свободното време и неизбежните дейности не е строго определено, т.е. хората понякога работят по работни задачи за удоволствие или за дългосрочна полза. Свързана концепция е социалното свободно време, което включва свободни дейности в социални обстоятелства, като например извънучилищна дейност, спорт, клубове и т.н. Друга концепция включват семейното свободно време. Взаимоотношенията с други хора, с домашни животни, с дивата природа и т.н. обикновено са голям фактор за удовлетворение.

## Същност
Обхватът на свободните дейности включва от най-неформални и небрежни до високо организирани и дълготрайни дейности. Значителна част от тези дейности са хобитата, които се предприемат за лично удовлетворение, обикновено редовно и често водят до удовлетворение чрез развиване на умения или признато постижение, понякога и под формата на продукт.
1. Творчески вид – главното свойство на този тип е изборът на занимание с такава дейност, която е насочена към създаването или копирането на предмет за самоутвърждаване в даден творчески акт.
2. Културно-потребителски вид – повишение на духовната култура, посещаване на музеи, театри, филхармонии, галерии, изложения, концерти, библиотеки и други.
3. Рекреативен вид – вид развлекателен, като например риболов, туризъм, танци и други.

Свободното време се смята за важно през живота и може да улесни чувството за контрол и себестойност. Обикновено на разполагането от тях с някакво свободно време се гледа положително от повечето хора, изключение правят работохолиците, по-рядко срещани, отколкото в обществените митове - тези, които работят маниакално за сметка на други дейности. Те предпочитат работата пред това да прекарват време в социализиране или да се занимават с други дейности през свободното си време, т.е. стремят се да редуцират това време или да го заемат така сякаш не е свободно.

## Проблеми по определението
Идеята за свободното време, т.е. че част от времето, с което някой въобще разполага може да бъде свободно е свързана с вижданията за същността и възможния обхват на свободата, което от своя страна има връзка с естеството на отношенията в обществото. Съответно свободното време и представите за него варират от едно общество до друго. Например антрополозите са установили, че ловците-събирачи имат значително повече свободно време от хората в по-сложните общества, което от последните може да не бъде оценявано положително. Общества като индианците шошони в Големия басейн се възприемат, като много мързеливи от европейските колонизатори.
Подобни разграничения могат да се правят и на всякакъв друг социален и полов признак. Мъжете като цяло имат повече свободно време от жените, тъй като последните обикновено имат повече домакински и родителски отговорности и все по-голямо участие в бизнес-заетостта. В Европа и САЩ възрастните мъже обикновено разполагат седмично с между 1 и 9 часа повече свободно време от жените. От друга страна има и семейно свободно време. Това е времето, което родителите и децата прекарват заедно в развлекателни дейности и може да бъде разширено така, че да включва прародители и внуци. По-възрастните хора могат да се възползват от физическите, социалните, емоционалните, културните и духовните аспекти на свободното време. Оползотворяването на свободното време и взаимоотношенията често са централни фактори за удовлетворителното стареене. Например, участването в свободни занимания с внуци може да повиши чувството им за дълг към следващите поколения, докато възрастните могат да оставят наследство отвъд себе си за бъдещите поколения.
Свободното време може да стане център при развитието на емоционалната близост и силните семейни връзки. Различните контексти оформят перспективите, значението и преживяването на семейното свободно време. Например, свободното време е част от работата в селските райони, а селската идилия се приема от градските семейства през уикендите, но и селските, и градските семейства харесват селския контекст, като идеално място за сплотяване на семейство (връзка с природата, по-бавно и по-интимно място, спокойствие и т.н.). Отдихът, който е важен елемент от изживяванията и ефектите на свободното време не е напълно тъждествено с него понятие, той се различава от свободното време с това, че е целенасочено действие, което включва свободно време в действен контекст.

## Изследвания
Различните научни дисциплини имат определения, отразяващи техните най-чести проблеми: например, социалните сили в социологията и духовните и емоционалните състояние в психологията. От изследователска гледна точка, тези подходи имат предимството да са изброими и сравними във време и място. Социологията на свободното време е академична дисциплина, която се занимава с изучаването и анализа на свободното време.
Икономистите смятат, че свободното време е също толкова ценно за човека като заплатата, която биха спечелили за същия период от време, изразходено в дейността, иначе хората биха работили, вместо да заделят свободно време. Обаче според ситуационистите, свободното време е илюзорна идея и рядко е напълно „свободно“ – икономическите и социалните сили отпускат свободното време от индивида и му го продават обратно като стока. Така заниманията на повечето хора през свободното им време не са напълно свободен избор и могат да бъдат ограничавани от обществен натиск, например хората могат да бъдат принудени да прекарват време в градината, за да не изостават от стандарта на съседните градини или да ходят на купони/празненства под обществен натиск. Свободното време като преживяване обикновено набляга на размерите на възприетата свобода и избор. Други класически определения говорят за „непродуктивна консумация на време“ (Торстейн Веблен, 1899 г.).

## История

### Древност и Средновековие
Според някои автори възможността за отделяне на свободното време датира от 19 век натътък, но според други е застъпено в ориенталския свят още от древни време. Аристотел интерпретира темата за свободното време като време, свободно от всякакво съществено необходимо занимание, като неотменимо свойство на гражданското състояние.

### Франция
Свободното време към средата на 19 век вече не е индивидуална дейност и все повече се организира. В промишления град Лил с население от 80 000 души към 1858 г. кабаретата и кръчмите за работната класа наброяват 1300 или 1 на всеки 3 къщи. Църквите също организират социални дейности. Всеки клуб има дълго разписание с офицери и натоварен график за банкети, фестивали и състезания.

### Великобритания
Докато грамотността, парите, улеснените пътешествия и разширеното чувство за общество нарастват във Великобритания след средата на 19 век, има все повече време и интерес в свободните дейности от всякакъв тип за всички класи. Възможностите за развлечение се увеличават покрай нарастващите заплати и намаляващото работно време. В урбанизираните части на страната девет-часовият работен ден става все повече нормата, а закон от 1874 г. ограничава работната седмица до 56,6 часа. Освен това, навлиза система на рутинни ежегодни отпуски, която тръгва от администрацията към работната класа. Около 200 морски курорта са създадени, благодарение на евтини хотели, евтини железопътни маршрути, широко разпространени банкови празници и избледняването на много религиозни забрани срещу светските дейности в неделя.
Към края на Викторианската епоха индустрията на свободното време е изникнала във всички британски градове, а моделът е копиран в Западна Европа и Северна Америка. Тя предоставя планирано развлечение с подходяща продължителност и удобни места на ниски цени. Това включва спортни събития, музикални зали и народни театри. Към 1880 г. футболът вече не е запазен само за обществения елит и привлича голяма публика сред работната класа, но със свободното време разполагат предимно мъжете. Съществуват и класови разлики между клубовете на високата класа и баровете на работническата и средната класа. Към 1920-те години киното и радиото масово привличат всички класи, възрасти и полове.

### САЩ
В исторически план свободното време много често е привилегия на високата класа. Възможностите за свободно време идват с повечето пари и по-малкото работно време, които нарастват драстично в средата и към края на 19 век, започвайки от Великобритания и разпростирайки се към другите богати страни в Европа. Достига и САЩ, макар по това време тази държава да има в Европа репутация на предоставяща много по-малко свободно време, въпреки богатството си. Имигрантите в САЩ откриват, че трябва да работят повече, отколкото са работели в Европа. Икономистите продължават да проучват защо американците работят повече време.